# Токат
Тока́т (тур. Tokat) — город и район в Турции, административный центр провинции Токат.

## История
Основан византийским императором Ираклием после его победы над персами в 628 г. и назван в честь его сестры Евдокии. Однако тогда этот город не играл важной роли, значение имела лишь местная крепость Дазимон; более важным был близлежащий город Команы Понтийские. В 1021 году армянский царь Сенекерим Арцруни получил Токат от византийского императора в качестве феодального владения. В 1045 году благодаря династическому браку Токат перешёл от Арцрунидов к другой армянской династии — Багратидам. С 1071 по 1175 годы этими местами управляли туркоманы Данишменды. С 1396 года туркоманский эмират Токат стал частью Османской империи. В 1612 году в городе располагалось 500 армянских домов.
В XIX веке Токат был одним из крупнейших турецких городов в Азии. Из-за роста близлежащего города Сивас Токат постепенно пришёл в упадок.
По данным переписи Армянского Патриархата в Константинополе, в 1912 году в санджаке Токат ( казы Токат, Никсар, Эрбаа, Зиле) численность армянского населения составляла 32271 человека.
В 1912 году в санджаке Токат (Токат, Никсар, Эбраа, Зиле) проживали: Турки — 151 800 чел, Греки — 27 174 чел.
Город располагал 4 армянскими церквями, 1 греческой православной и 1 синагогой. Американские миссионеры открыли протестантскую школу, а иезуиты — католическую.
В результате гонений на христианское население в ходе Первой мировой войны часть христианского населения погибла, оставшиеся в живых были вынуждены переселиться в другие страны.

## Знаменитые уроженцы
- Лазарь Тохатци — армянский поэт, писец и церковный деятель XVI века.
- Тадеос Тохатци — армянский поэт XVI века.
- Минас Тохатци — армянский поэт и гусан XVI—XVII веков.
- Акоп Тохатци — армянский поэт, писец и переводчик XVI—XVII веков.
- Хачатур Тохатци — армянский поэт XVI—XVII веков.
- Вартан Гунанян (1644—1715) — священнослужитель, архиепископ львовский армянской католической церкви.
- Осман Нури-паша (1837—1900) — османский генерал, прославился во время обороны Плевны.
- Саввидис, Симеон (1859—1927) — греческий художник, один из основных представителей так называемой «Мюнхенской школы» греческой живописи.
- Угур Борал (род. 1982) — футболист.